# Antroposfera

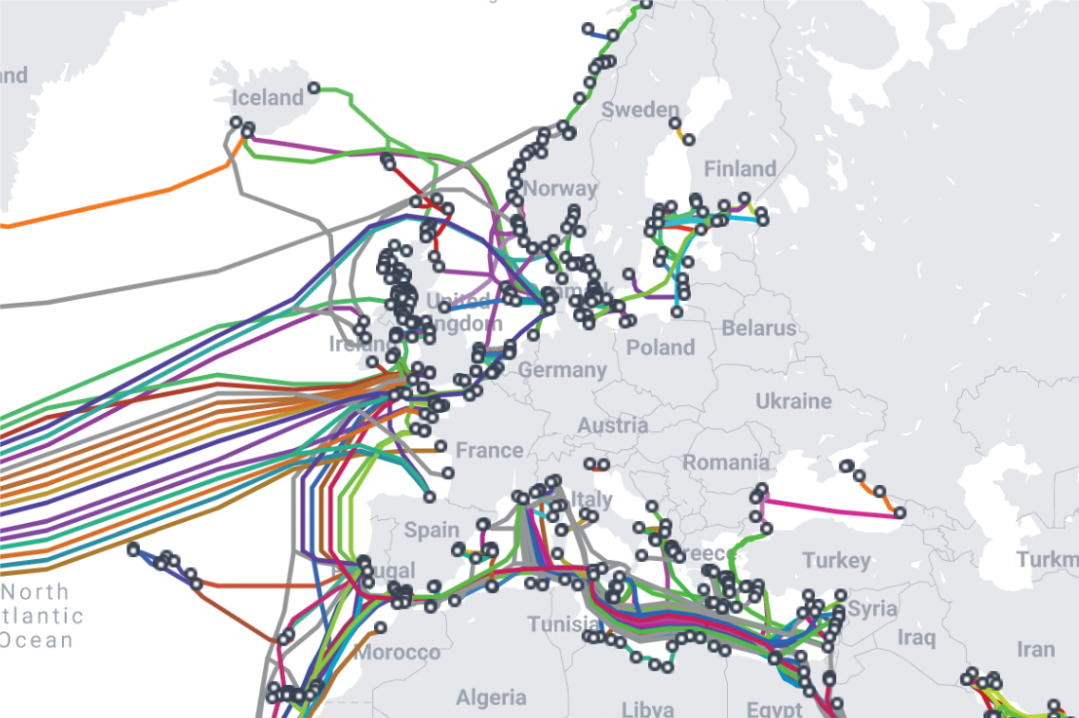
Las telecomunicaciones son parte integral de la antroposfera. Red de cables para la transmisión de datos (Internet).

La antroposfera se considera la quinta esfera medioambiental (junto con la biosfera, geosfera, hidrosfera y atmósfera) y se refiere a aquella parte del sistema terrestre creada o modificada por los seres humanos como consecuencia de la actividad antropogénica. Se ha sugerido incluir el término como una de las esferas de la Tierra,  mientras que otros utilizan el término relacionado tecnosfera. El término "antroposfera" fue acuñado por primera vez por el geólogo austríaco Eduard Suess en 1862. 
La antroposfera puede considerarse como un equivalente de la biosfera, pero en este caso, a la parte del medio ambiente afectada por la especie humana. Mientras que la biosfera es la biomasa total de la Tierra y su interacción con sus sistemas, la antroposfera es la masa total de los sistemas y materiales generados por los humanos, incluida la población humana, y su interacción con los sistemas de la Tierra. Un estudio reciente estimó la masa de creaciones antropogénicas en 1,1 billones de toneladas en 2020, equivalente a la masa del resto de organismos vivos que componen la biosfera. Sin embargo, mientras que la biosfera es capaz de producir y reciclar materiales de forma eficaz a través de procesos como la fotosíntesis y la descomposición, la antroposfera es altamente ineficiente a la hora de mantenerse a sí misma. A medida que la tecnología humana se vuelve más avanzada, el impacto de las actividades humanas sobre el medio ambiente aumenta potencialmente. La antroposfera es la más joven de todas las esferas de la Tierra, pero ha tenido un enorme impacto en la Tierra y sus sistemas en muy poco tiempo.
Algunos consideran que el término antroposfera es sinónimo de noosfera, si bien noosfera es un concepto más filosófico que se utiliza a menudo para referirse específicamente a la esfera del pensamiento humano racional, o "la esfera terrestre de la sustancia pensante". La antroposfera también está estrechamente relacionada con el concepto de "tecnosfera" desarrollado por el geólogo Peter Haff, el historiador de la ciencia Jürgen Renn y otros autores. La tecnosfera se refiere a todos los objetos y sistemas tecnológicos fabricados y creados por los seres humanos, en contraste, por ejemplo, con la biosfera. La tecnosfera también se distingue de la antroposfera en el sentido de que la antroposfera abarca no sólo tecnologías sino también sistemas culturales, sociales, económicos y políticos, así como comportamientos y prácticas humanas.
Desde el punto de vista del estudio medioambiental, la antroposfera incluye aspectos relacionados con la minería, agricultura, sistemas de transporte, extracción de petróleo y gas,  sistemas informáticos, vertederos, fábricas, contaminación atmosférica, satélites artificiales (incluida la basura espacial), silvicultura y deforestación y cualquier actividad antropogénica que genere impacto ambiental.